# Марунчак Андрій Мирославович
Андрі́й Миросла́вович Марунча́к (3 жовтня 1966, Березина, СРСР — 13 серпня 2014, Новосвітлівка, Україна) — радянський та український військовик, сержант, ветеран війни в Афганістані, активіст Помаранчевої революції та Євромайдану, учасник війни на сході України. Загинув у боях під Новосвітлівкою.

## Життєпис
Андрій Марунчак народився в селі Березина, що на Львівщині. Закінчив Березинську СЗШ, потім Новороздільське СПТУ-5 за спеціальністю слюсар з контрольно-вимірювальних приладів та автоматики (1985). Служив у радянській армії, був радистом 1996-го окремого радіотехнічного батальйону ППО в Афганістані. Брав участь у війні в Афганістані, звідки повернувся з трьома пораненнями та контузією.
У 1989 році Андрій Марунчак вступив на історичний факультет Львівського державного університету ім. Івана Франка. Проте після першого курсу мусив залишити навчання, щоб піклуватися про сім'ю, оскільки він одружився. Андрій Марунчак з дружиною Оксаною виховували доньку та сина. Був головою Новороздільської спілки ветеранів Афганістану.
Брав участь у Помаранчевій революції та Податковому майдані 2010 року, відстоював права афганців та чорнобильців. З першого до останнього дня перебував на Євромайдані, де дістав ще одну контузію шумовою гранатою. Підтримував «Правий сектор» і Дмитра Яроша.
Після початку війни на сході України разом з молодшим братом Петром поїхав до зони проведення АТО, де став бійцем 8-го окремого афганського спецпідрозділу батальйону «Айдар». Рідним чоловіки сказали, що поїхали на заробітки до Золотоноші.

### Обставини загибелі
13 серпня 2014 року бійці «Айдару», серед яких були і брати Марунчаки, очікуючи на підкріплення з боку Краснодону, почули звуки танків, що наближалися від Станиці Луганської. Андрій Марунчак, віддавши бронежилет і каску солдату строкової служби, що їх не мав, вирушив разом з товаришем назустріч танкам. Втім виявилося, що це було не підкріплення, а російські танки Т-72, з яких по Андрію Марунчаку відкрили вогонь. Кулі влучили в нижню частину тіла, перебивши ноги нашого бійця. Стікаючи кров'ю, Марунчак устиг вихопити гранату і кинути в російський танк. Внаслідок вибуху в бойовій машині здетонували боєприпаси й Т-72 розірвало на шматки.
Похований на цвинтарі у селищі Розділ.
Без Андрія лишились дружина, донька, син та брат Петро, який  воював на сході України.

## Нагороди
- Орден «За мужність» I ступеня (21 серпня 2014, посмертно) — за особисту мужність і героїзм, виявлені у захисті державного суверенітету та територіальної цілісності України, вірність військовій присязі, високопрофесійне виконання службового обов'язку[1]
- Орден «Народний Герой України»[2]
- «За оборону Луганського аеропорту»[3]

## Вшанування пам'яті
- 16 серпня 2015 року в рідному селі Березина освятили пам'ятний знак Андрієві Марунчакові та встановили пам'ятну дошку на стіні Березинської середньої загальноосвітньої школи, в якій Андрій навчався[4].
- Його портрет розміщений на меморіалі «Стіна пам'яті полеглих за Україну» у Києві: секція 2, ряд 5, місце 30.
- Вшановується 13 серпня на щоденному ранковому церемоніалі вшанування українських захисників, які загинули цього дня у різні роки внаслідок російської збройної агресії[5].